# Oli (dessinateur)
Oli, né Olivier Pirnay le 23 mars 1981 à Verviers (province de Liège), est un dessinateur de presse, caricaturiste, illustrateur et auteur de bande dessinée belge francophone.

## Biographie

### Jeunesse et formation
Olivier Pirnay naît le 23 mars 1981 à Verviers. Il est originaire de Tiège. Il fréquente l’école primaire communale, il étudie également la musique au conservatoire de Spa, il fréquente la meute et la troupe scoute de la 13e H-F de Sart-Tiège où il est totémisé Fauvette ménestrel. Il devient pionnier, puis animateur Louveteau de 1999 à 2005 puis il rejoint l’équipe fédérale de la région de Theux-Spa. 
Après ses humanités à Verviers, il décide de suivre la formation en illustration à l’École supérieure des arts Saint-Luc de Liège de 1999 à 2002. Il enchaîne ensuite avec une formation en développement web.

### Carrière
En 2005, il commence sa carrière comme concepteur de site web et graphiste dans le secteur privé.
Parallèlement, il lance en 2009 son blog Les humeurs d’Oli, instigué par les élections régionales en Belgique. C'est sous le pseudonyme Oli qu’il signe ses premiers dessins d’opinion. Il publie chaque matin un dessin qui croque l’actualité belge et internationale avec esprit critique et humour. Les personnalités politiques notamment, en prennent pour leur grade et apprécient pourtant le sens de la dérision, les jeux de mots et la finesse des caricatures dont elles font l’objet. Grâce aux réseaux sociaux, le dessinateur est suivi par une communauté enthousiaste. De nombreuses entreprises belges et internationales comme la Société wallonne des eaux, ING, et des organisations comme la CGSP, la Ville de Verviers ont recours à ses services. Ses dessins se retrouvent également dans la communication de certains partis politiques. Il effectue également plusieurs commandes pour des personnalités politiques.
En 2011, il participe à diverses publications dont Le Poiscaille, journal satirique indépendant. La même année, le responsable de JobsRégions donne sa chance à au dessinateur et l’invite chaque semaine à illustrer le supplément de SudPresse. Cette première collaboration avec le groupe de presse lui permet de se faire remarquer. Il devient 2 ans plus tard le caricaturiste du quotidien régional La Meuse dans son édition verviétoise puis liégeoise. L'année 2015 marque un tournant pour le dessinateur. Lors de l'attentat contre Charlie Hebdo, son dessin est remarqué par la presse française. En avril, le groupe Sudpresse le choisit comme caricaturiste officiel pour l’ensemble des éditions  (La Meuse, La Capitale, La Province, La Nouvelle Gazette et Nord Éclair). Ses dessins sont ainsi diffusés à travers la Wallonie et dans le nord de la France. 
Oli est également invité comme orateur de clôture au TEDxLiège 2015 sur le thème Moonshot. Il quitte son emploi à Ardennes Étapes en 2016 et il s'établit comme indépendant. En octobre 2017, il sort son premier recueil de dessins de presse, C’est pas gagné…, une compilation de ses cartoons sur l’année écoulée aux éditions La Renaissance du livre. L'année suivante paraît le second volume rétrospectif des Humeurs d’Oli : Sacrés Champions !. 
Il sort Masquarade en 2020. Il s'ensuit le sixième tome de la série : Gare au crash ! aux éditions gerpinnoises Kennes en 2022 ainsi que le septième volume Gardons le sourire ! aux Éditions Étoile Filante en 2023.
En bande dessinée, on lui doit des participations en tant que dessinateur et scénariste aux ouvrages collectifs tels le premier tome de la série Contes et Légendes intitulé Hautes Fagnes, (2017) et le récit Recreation center dans Spa à l'heure US (2018) publiés par Les éditions de la province de Liège.

### Vie privée
Il vit et travaille à Moulin du Ruy dans la commune de Stoumont en 2023.

## Œuvres

### Recueils de dessins

#### Les Humeurs d'Oli
- 1. C'est pas gagné..., La Renaissance du livre, Waterloo, 2017
Scénario, dessin et couleurs : Oli -  (ISBN 978-2-507-05547-9)
- 2. Sacrés Champions !, La Renaissance du livre, Waterloo, décembre 2018
Scénario, dessin et couleurs : Oli -  (ISBN 978-2-507-05606-3)
- 3. Vox populi, La Renaissance du livre, Waterloo, 22 octobre 2019
Scénario, dessin et couleurs : Oli -  (ISBN 978-2-507-05654-4)
- 4. Masquarade[3], La Renaissance du livre, Waterloo, 3 octobre 2020
Scénario, dessin et couleurs : Oli -  (ISBN 978-2-507-05683-4)
- 5. À l'eau le monde !, La Renaissance du livre, Waterloo, 21 octobre 2021
Scénario, dessin et couleurs : Oli -  (ISBN 978-2-507-05719-0)
- 6. Gare au crash !, Éditions Kennes, Gerpinnes, novembre 2022
Scénario, dessin et couleurs : Oli -  (ISBN 9782380758702)
- 7. Gardons le sourire ![4], Étoile Filante Éditions, 8 novembre 2023
Scénario, dessin et couleurs : Oli -  (ISBN 9782960335200)

### Bande dessinée

#### Collectifs
- 1. Hautes Fagnes[9], Les éditions de la province de Liège, février 2017
Scénario, dessin et couleurs : collectif dont Oli -  (ISBN 978-2-390-10059-1)
- Spa à l'heure US, Les éditions de la province de Liège, 10 novembre 2018
Scénario et dessin : collectif dont Oli - Couleurs : Gabriel Detremmerie -  (ISBN 9782390101260),avec Fich, Doudou et Gil. Participation : Recreation center.

### Illustrations
- Calendrier scout 2017, Les Scouts - Fédération Les Scouts Baden-Powell de Belgique.
- Richard Miller (préf. Georges-Louis Bouchez, ill. Oli), Mémoires burlesques, Mons, Richard Miller, 2023, 87 p., ill. ; 21 cm (ISBN 978-2-39007-072-6, présentation en ligne).

#### Articles
- Oli (interviewé par Manon Allard), « Olivier Pirnay: « Mon dessin préféré, c’est celui de demain » », Université de Liège,‎ 7 mai 2020 (lire en ligne, consulté le 22 décembre 2023).

### Émissions de télévision
- "L'Album" : Olivier Pirnay, dessinateur caricaturiste sur VEDIA, présentation : Urbain Ortmans (27 min 31 s), 14 décembre 2015.
- "Gare au crash", les meilleures Humeurs d'Oli Les infos sur VEDIA, (3 min 18 s), 20 décembre 2022.

### Vidéographie
- [vidéo] « Les Humeurs d'Oli - Work in progress - Dessin de presse », sur YouTube